# آرتور تارخینیان
آرتور آرتاوازدی تارخانیان (ارمنی: Արթուր Արտավազդի Թարխանյան؛  زادهٔ ۲۳ فوریهٔ ۱۹۳۲ - درگذشته ۶ آوریل ۲۰۰۶) معمار نوگرای اهل ارمنستان بود.

## زندگی‌نامه
وی در ۲۳ فوریهٔ ۱۹۳۲ در لنیناکان به دنیا آمد و از دانشگاه پلی‌تکنیک ارمنستان فارغ‌التحصیل گشت. همچنین برندهٔ جوایزی همچون نشان آنانیا شیراکاتسی (۱۹۹۸)، نشان برجسته افتخار، معمار شایسته ارمنستان شوروی، مدال آلکساندر تامانیان، مدال طلای نمایشگاه دستاوردهای اقتصاد ملی، جایزه شورای وزیران اتحاد شوروی و جایزه دولتی اتحاد شوروی شده است. وی در ۶ آوریل ۲۰۰۶ در سن ۷۴ سالگی در ایروان درگذشت.

## یادداشت
1. ↑  Համամիութենական Լենինյան Կոմերիտմիության Մրցանակներ
2. ↑  Ալեքսանդր Թամանյանի մեդալ
3. ↑  ԺՏՆՑ ոսկե մեդալ
4. ↑  ԽՍՀՍ Նախարարների խորհրդի մրցանակ

## نگارخانه

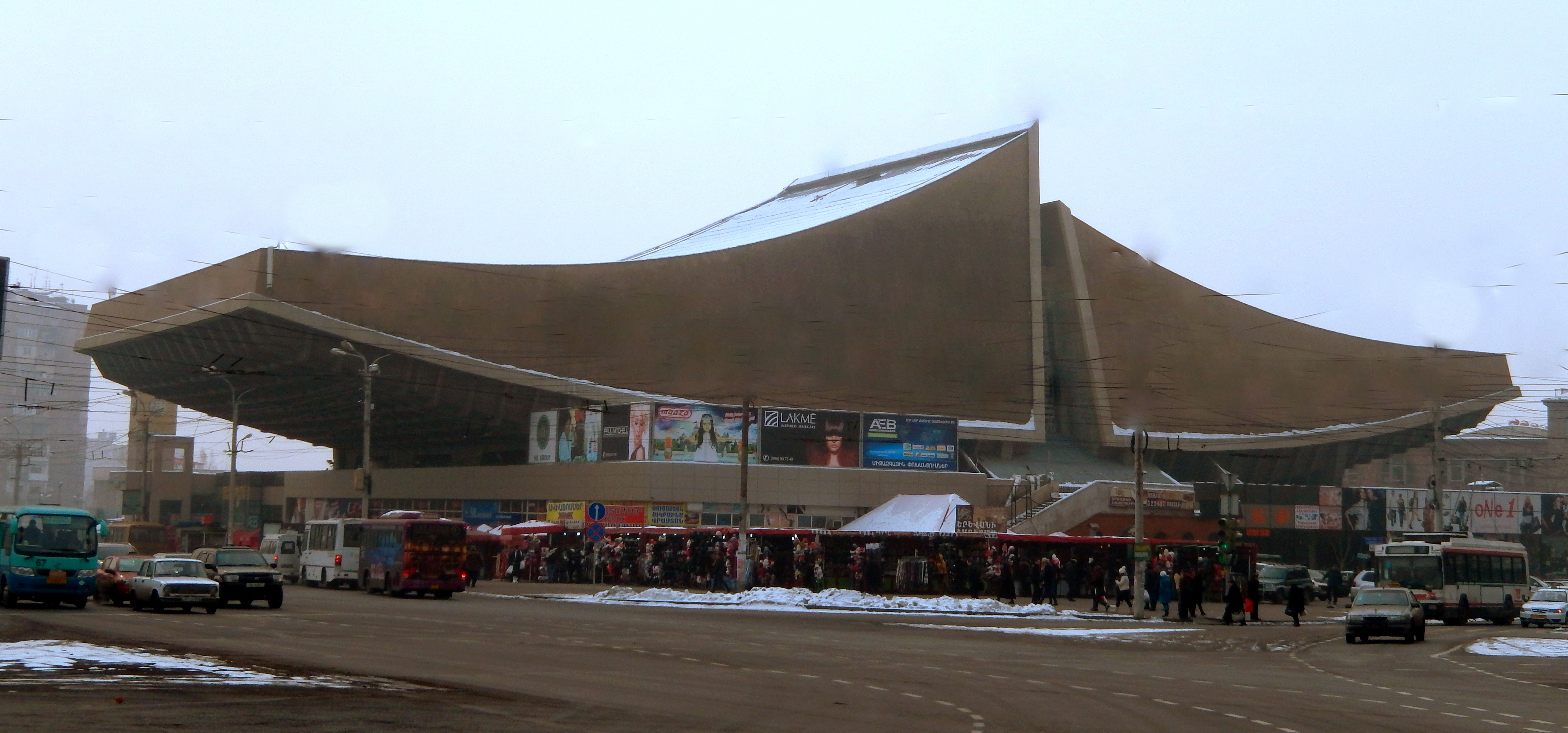
ساختمان سینما روسیا
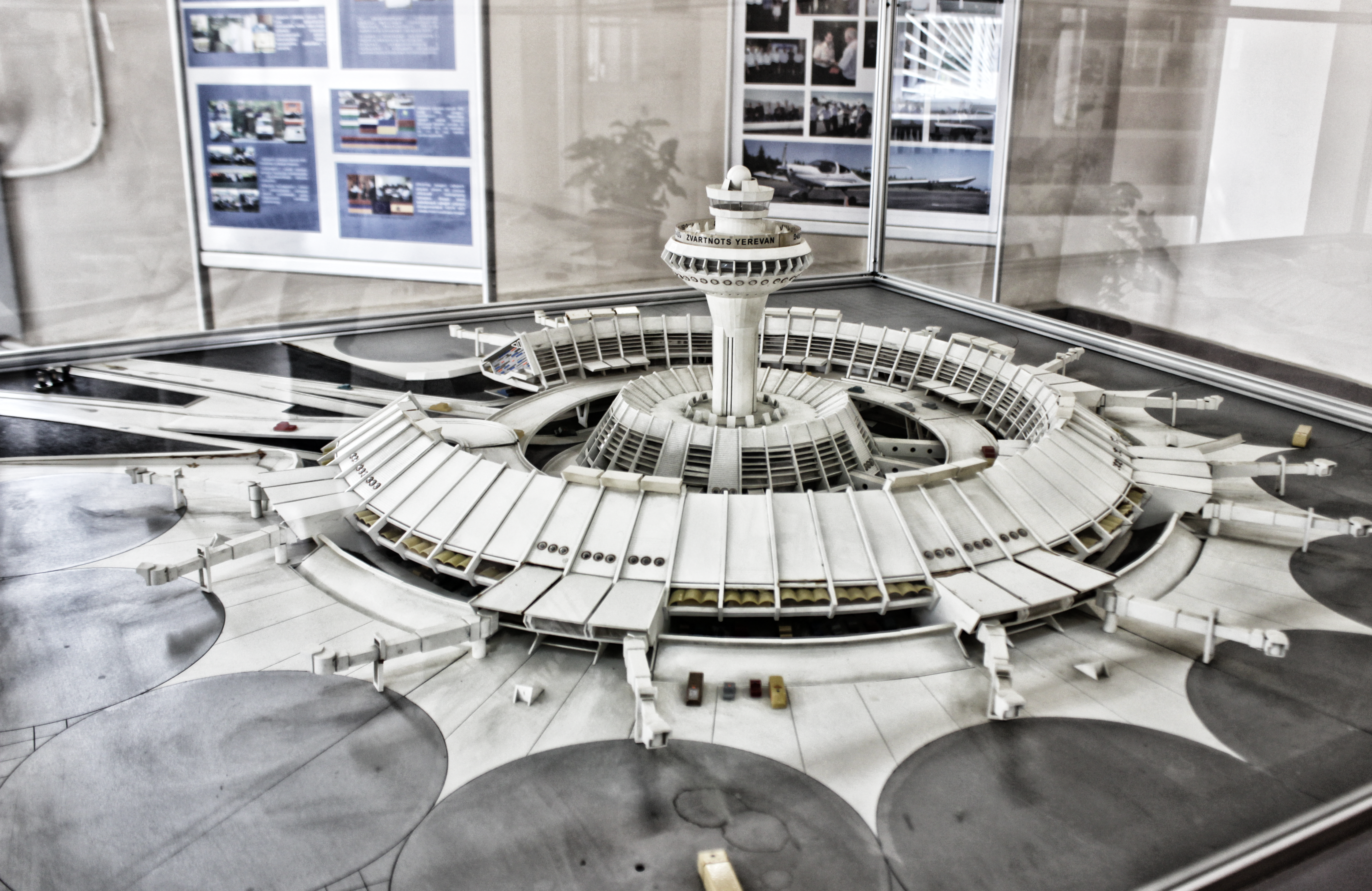
مدل ساختمان قدیم فرودگاه بین‌المللی زوارتنوتس
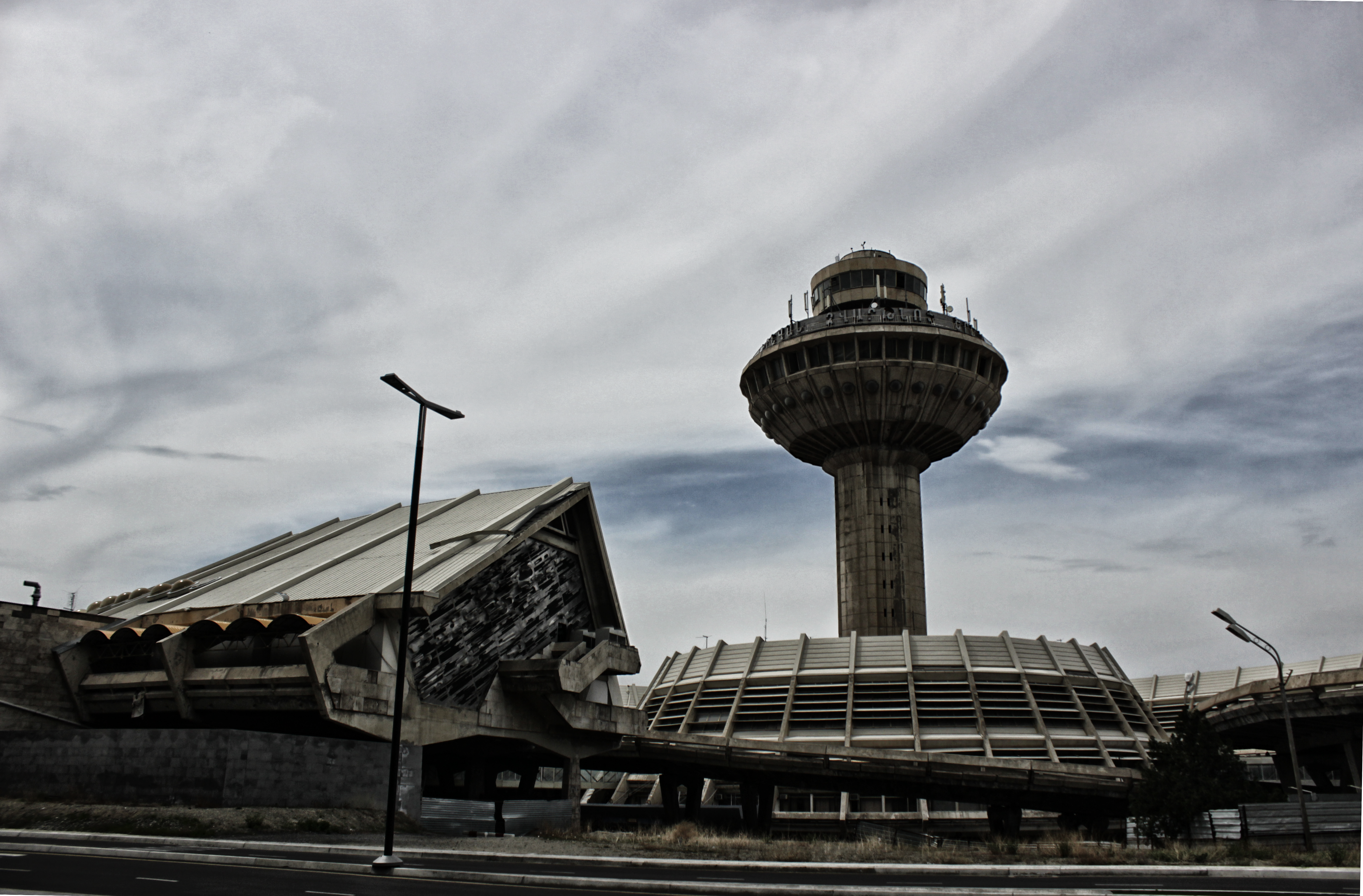
ساختمان قدیم فرودگاه بین‌المللی زوارتنوتس
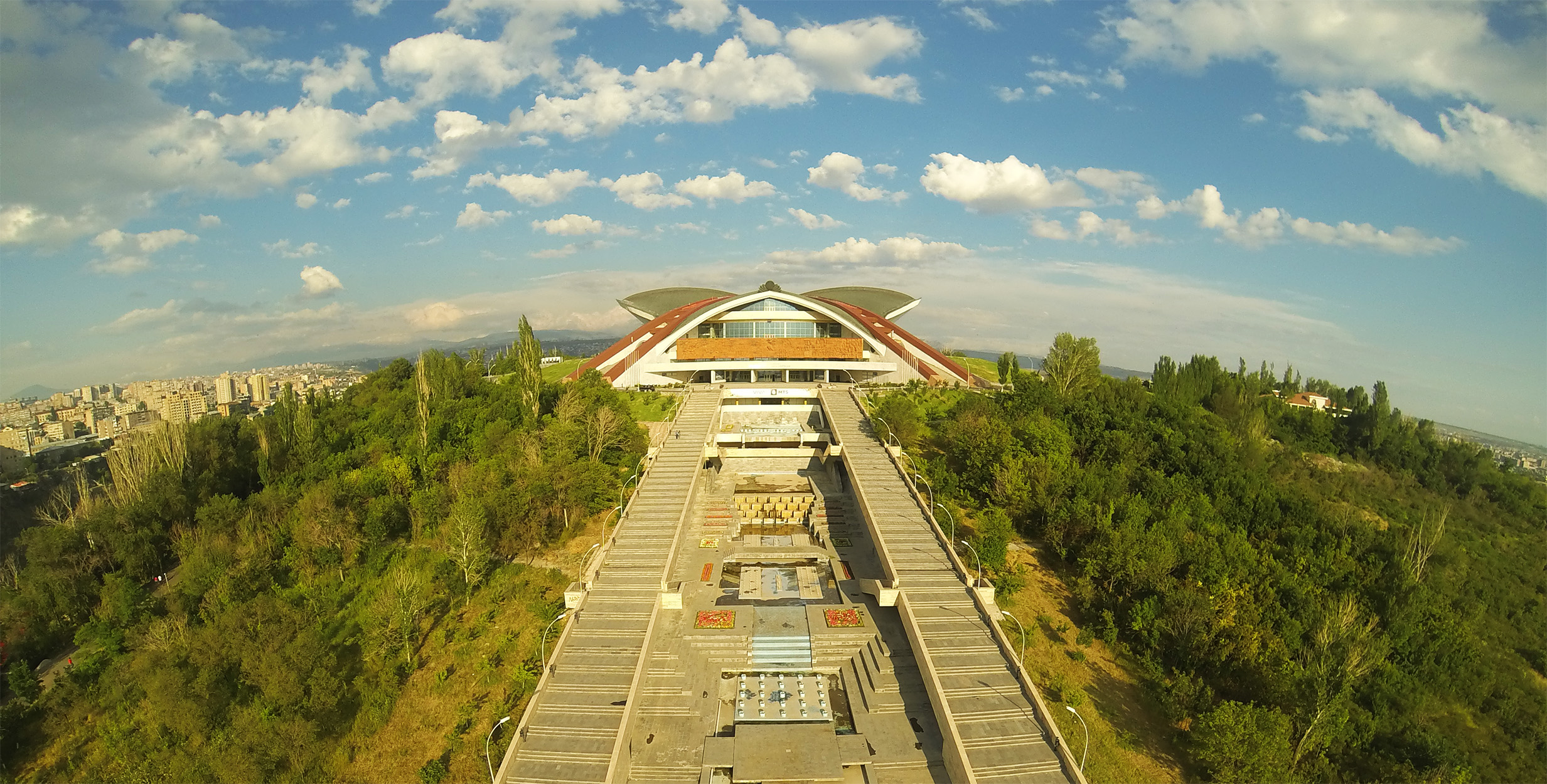
مجموعه کارن دمیرچیان
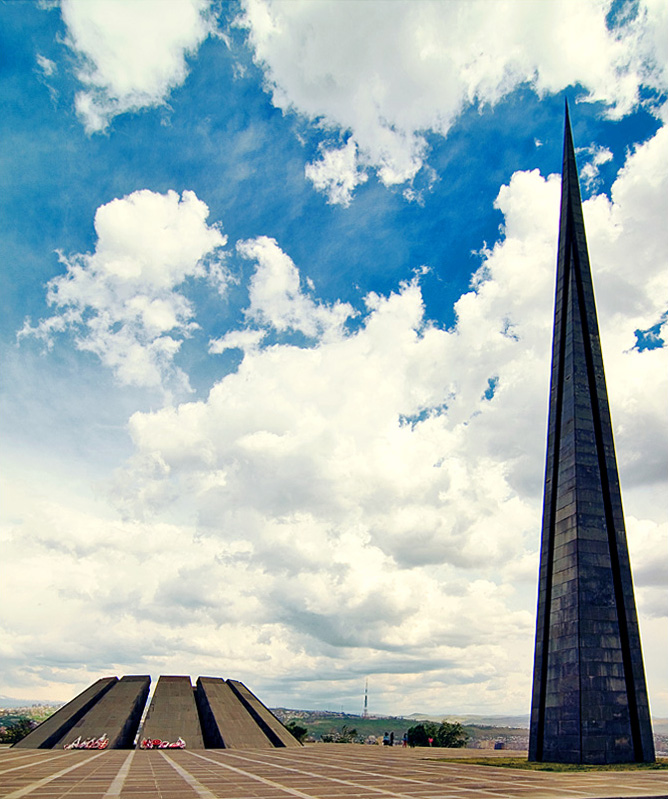
یادمان نسل‌کشی ارمنی‌ها
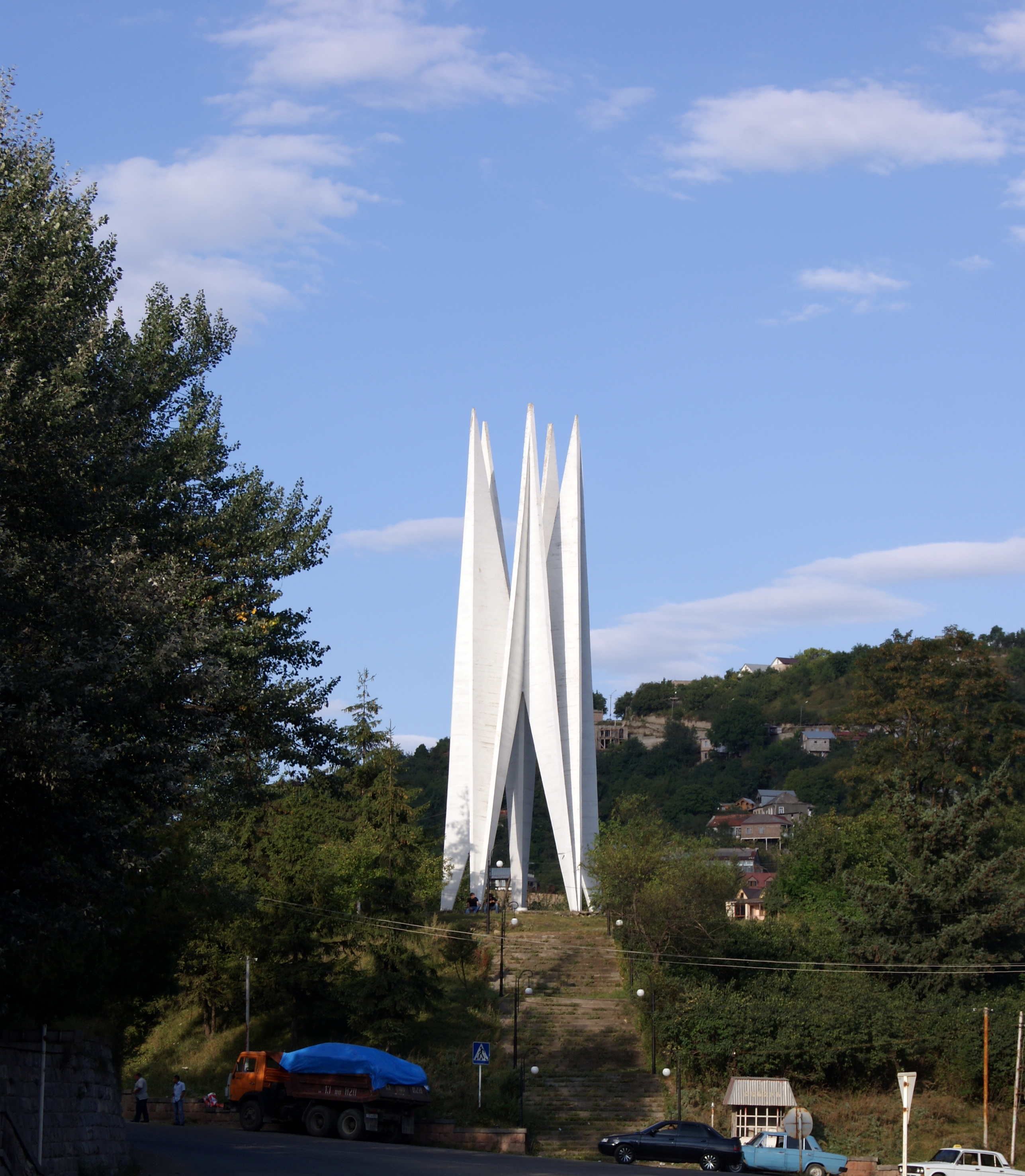
بنای یادبود پنجاهمین سالگرد ارمنستان شوروی، دیلیجان
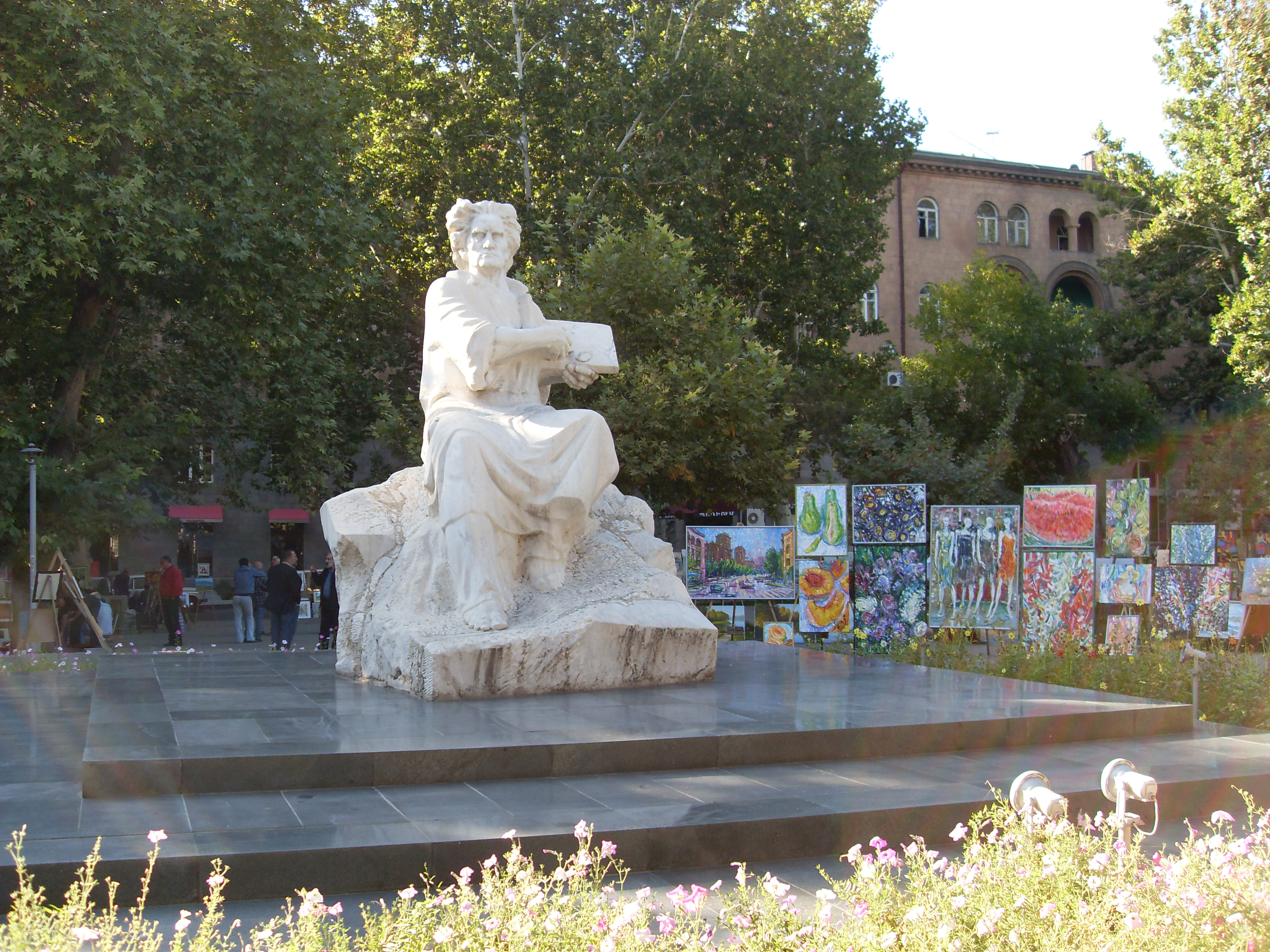
تندیش مجسمه مارتیروس ساریان، ایروان
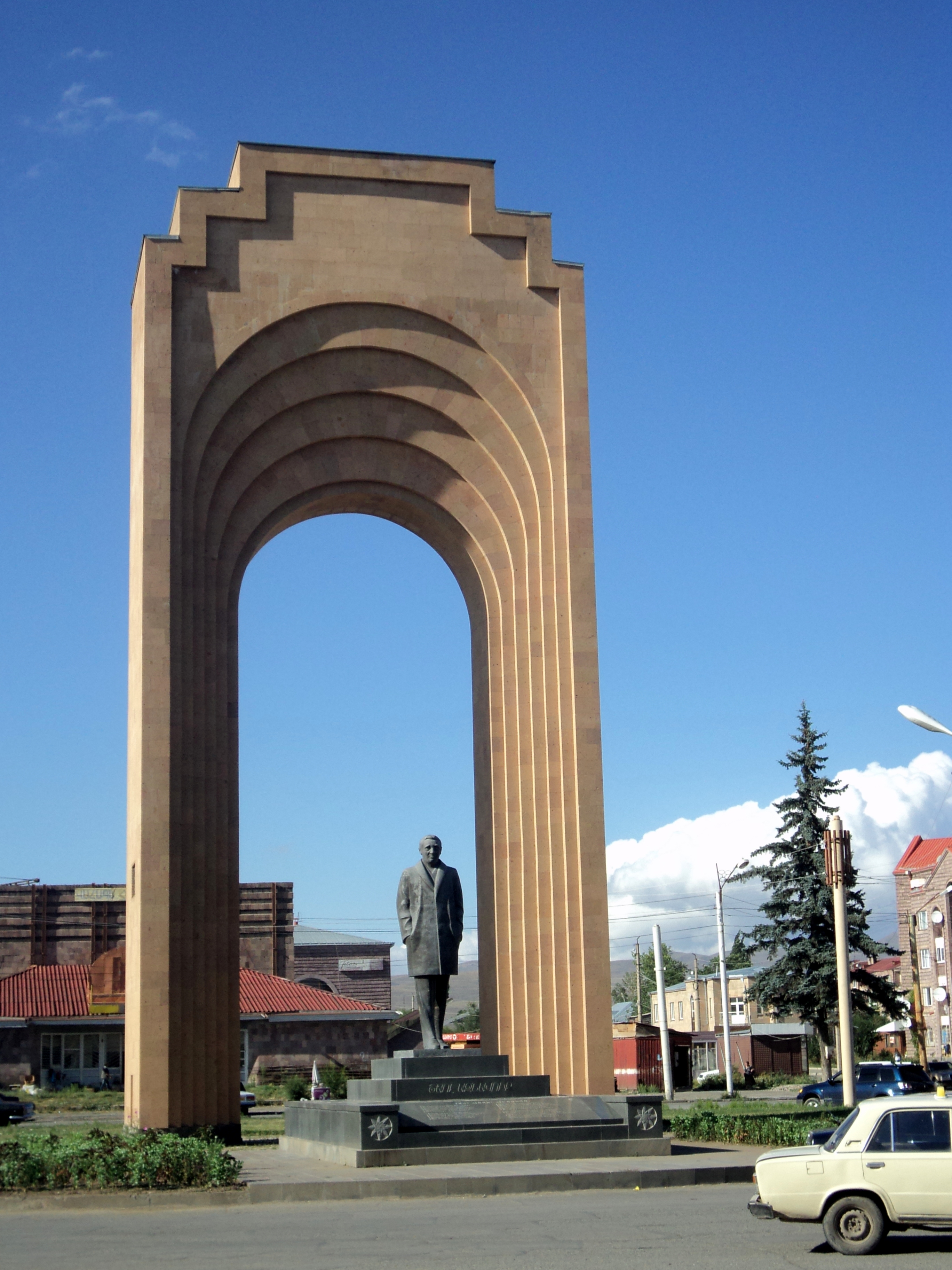
بنای یادبود شارل آزناوور، گیومری